# Лейпцигская высшая школа музыки и театра
Лейпцигская высшая школа музыки и театра имени Феликса Мендельсона Бартольди (нем. Hochschule für Musik und Theater "Felix Mendelssohn Bartholdy" Leipzig), Лейпцигская консерватория — первая консерватория в Германии, расположенная в Лейпциге и основанная в 1843 году Феликсом Мендельсоном Бартольди. После ряда переименований получила имя своего основателя в 1946 году. В 1992 году была объединена с Театральной школой имени Ганса Отто и включает отделения актёрской игры и драматургии. В настоящее время обучается около 900 студентов.

## Руководители
- Феликс Мендельсон Бартольди (1843—1847)
- Конрад Шляйниц (1847—1881)
- Отто Гюнтер (1881—1897) — председатель совета директоров
- Пауль Рёнч (1897—1924) — председатель совета директоров
  - Карл Райнеке (1897—1902) — учебный директор (нем. Studiendirektor)
  - Артур Никиш (1902—1906) — учебный директор
  - Штефан Крель (1907—1924) — учебный директор
- Макс фон Пауэр (1924—1932)
- Вальтер Дависсон (1932—1942)
- Иоганн Непомук Давид (1942—1945)
- Генрих Шахтебек (1945—1948)
- Рудольф Фишер (1948—1973)
- Густав Шмаль (1973—1984)
- Петер Херрман (1984—1987)
- Вернер Феликс (1987—1990)
- Зигфрид Тиле (1990—1997)
- Кристоф Круммахер (1997—2003)
- Конрад Кёрнер (2003—2006)
- Роберт Эрлих (2006—2015)
- Мартин Кюршнер (2015—2020)
- Геральд Фаут[2][3] (с 2020)

## История переименований
- 1843—1876: Conservatorium der Musik
- 1876—1924: Königliches Konservatorium der Musik zu Leipzig
- 1924—1941: Landeskonservatorium der Musik zu Leipzig
- 1941—1944: Staatliche Hochschule für Musik, Musikerziehung und darstellende Kunst
- 1946—1972: Staatliche Hochschule für Musik — Mendelssohn-Akademie
- 1972—1992: Hochschule für Musik «Felix Mendelssohn Bartholdy»
- 1992-: Hochschule für Musik und Theater «Felix Mendelssohn Bartholdy» Leipzig

## Студенты
В 2007 году в Лейпцигской высшей школе музыки и театра обучалось в общей сложности 813 студентов (375 мужчин и 438 женщин); из них — 260 (32 %) иностранных студентов, прежде всего, из Польши, России, Южной Кореи и Китая. Тринадцать из них были стипендиатами Германской службы академических обменов, что делает школу лучшей в списке стипендиатов из всех немецких консерваторий.

### Конкурсы
Школа организует множество музыкальных конкурсов и по их числу лидирует среди всех немецких музыкальных высших школ, проводя в общей сложности порядка 470 публичных мероприятий в год.

## Известные преподаватели
См. также категорию «Преподаватели Лейпцигской высшей школы музыки и театра»
- Карл Фердинанд Беккер (орган, история музыки)
- Нильс Гаде
- Отмар Герстер (музыкальная теория и композиция)
- Фридрих Гумперт (валторна)
- Карл Давыдов (виолончель)
- Игнац Мошелес (фортепиано)
- Карл Райнеке (фортепиано, композиция)
- Макс Регер (орган, композиция)
- Эрнст Рихтер (гармония, контрапункт)
- Вальдемар Шибер (валторна)
- Карл Штраубе (орган)
- Роберт Шуман (фортепиано, композиция)
- Бенедек Чалог (барочная флейта)
- Юрий Васильев (сценическая речь)